# Landkreis Buchen
Der Landkreis Buchen war ein Landkreis in Baden-Württemberg, der im Zuge der Kreisreform am 1. Januar 1973 aufgelöst wurde. Rechtsnachfolger des Landkreises wurde der Neckar-Odenwald-Kreis.

## Geografie

### Lage
Der Landkreis Buchen lag im Norden Baden-Württembergs.
Geografisch hatte er Anteil am Odenwald und am westlichen Bauland. Die Kreisstadt Buchen lag etwa in der Mitte des Landkreises.

### Nachbarkreise
Seine Nachbarkreise waren Anfang 1972 im Uhrzeigersinn beginnend im Norden Miltenberg (Bayern), Tauberbischofsheim, Künzelsau, Heilbronn, Mosbach und Heidelberg sowie Erbach (Hessen).

## Geschichte
Das Gebiet des Landkreises Buchen gehörte vor 1803 vor allem zu den Hochstiften Mainz und Würzburg. 1806 kam das Land an Baden, das später, im gleichen Jahr, zum Großherzogtum erhoben wurde. Es entstanden im späteren Kreisgebiet Buchen die Ämter bzw. Bezirksämter Buchen, Osterburken, Boxberg und Walldürn. 1826 wurde der Sitz des Amtes Osterburken nach Adelsheim verlegt und sein Name in Bezirksamt Adelsheim geändert. Ferner entstand aus der Amtsvogtei Ballenberg das Amt Krautheim. 1872 wurde das Bezirksamt Boxberg aufgelöst und seine Gemeinden dem Bezirksamt Tauberbischofsheim angegliedert, doch wurde es 1898 wieder errichtet. Ebenfalls aufgelöst wurde 1872 der Amtsbezirk Walldürn. Seine Gemeinden wurden auf die Ämter Buchen und Wertheim aufgeteilt. 1879 kamen einige Gemeinden zu den Bezirken Buchen und Adelsheim. 1924 wurde das Bezirksamt Boxberg wieder aufgelöst. Einige seiner Orte kamen zu Adelsheim, das seinerseits jedoch 1936 ebenfalls aufgehoben wurde und zum Bezirksamt Buchen kam. 1939 entstand daraus der Landkreis Buchen durch das Gesetz über die Landkreisselbstverwaltung in Baden (Landkreisordnung).
Nach der Bildung des Landes Baden-Württemberg 1952 gehörte der Landkreis Buchen zum Regierungsbezirk Nordbaden. Durch die Gemeindereform ab 1970 veränderte sich das Kreisgebiet in vier Fällen. Am 1. Januar 1971 wurde die Gemeinde Korb in die Stadt Möckmühl, am 1. September 1971 die Gemeinde Unterkessach in die Stadt Widdern, am 1. Februar 1972 die Gemeinde Kleineicholzheim in die Gemeinde Schefflenz und am 1. März 1972 die Gemeinde Ruchsen in die Stadt Möckmühl eingegliedert. Korb, Ruchsen und Unterkessach kamen dadurch zum Landkreis Heilbronn, Kleineicholzheim zum Landkreis Mosbach.
Mit Wirkung vom 1. Januar 1973 wurde der Landkreis Buchen aufgelöst. Sein Gebiet ging überwiegend im neu gebildeten Neckar-Odenwald-Kreis auf. Einige Gemeinden kamen auch zum Landkreis Heilbronn, zum Hohenlohekreis und zum Main-Tauber-Kreis. Rechtsnachfolger des Landkreises Buchen wurde der Neckar-Odenwald-Kreis.

### Einwohnerentwicklung
Alle Einwohnerzahlen sind Volkszählungsergebnisse.
| Jahr               | Einwohner |
| ------------------ | --------- |
| 17. Mai 1939       | 45.162    |
| 13. September 1950 | 65.561    |

| Jahr         | Einwohner |
| ------------ | --------- |
| 6. Juni 1961 | 62.073    |
| 27. Mai 1970 | 67.557    |

## Politik

### Landrat
Die Oberamtmänner bzw. Landräte des Bezirksamts bzw. Landkreises Buchen 1824–1972:
- 1824–1825: Gottfried Weber
- 1825–1827: Carl Beck
- 1827–1834: Joseph Lang
- 1834–1838: Moritz Sigel
- 1838–1844: Philipp Lichtenauer
- 1844–1848: Makarius Felleisen
- 1849–1855: Ludwig Orff
- 1855–1862: Hermann Baader
- 1862–1866: Franz Lumpp
- 1866–1871: Johann Gruber
- 1871–1876: Carl Dietz
- 1876–1877: Otto Winterer
- 1877–1882: Martin Friederich
- 1882–1884: Robert Benckiser
- 1884–1885: Albert Muth
- 1885–1889: Otto Braun
- 1889–1892: Alois Wagner
- 1892–1896: Johann Wild
- 1896–1900: August Wendt
- 1900–1902: Otto Seidenadel
- 1902–1907: Karl Kamm
- 1907–1912: Leopold Gräser
- 1912–1926: Karl Billmaier
- 1926–1932: Joseph Rozzoli
- 1933–1936: Ludwig Wagner
- 1936–1939: Ludwig Werber
- 1939–1945: Karl Stiefel
- 1945: Oskar Haug
- 1945–1946: Ludwig Bernheim (kommissarisch)
- 1946–1964: Franz Xaver Schmerbeck
- 1964–1972: Hugo Geisert

### Wappen
Das Wappen des Landkreises Buchen zeigte in Rot oben ein sechsspeichiges silbernes Rad, darunter schräg gekreuzt die Stängel eines goldenen Buchenblatts mit goldener Frucht und rotem Kern und einer goldenen Kornähre.
Das Wappen wurde 1968 durch das Innenministerium Baden-Württemberg verliehen.
Das Rad steht für die frühere Zugehörigkeit zahlreicher Gemeinden zum Erzstift Mainz. Die Buche steht für den Odenwald und die Ähre für das kornreiche Bauland. Beide Landschaften haben Anteil am Kreisgebiet.

## Wirtschaft und Infrastruktur

### Verkehr
Das Kreisgebiet wurde im Südosten von der Bundesautobahn 81 Stuttgart-Würzburg berührt, die sich zum Zeitpunkt der Auflösung des Landkreises aber noch in der Bauphase befand. Ferner führten die Bundesstraßen 27, 37 und 292 durch das Kreisgebiet.

## Gemeinden
Zum Zeitpunkt seiner Gründung gehörten dem Landkreis Buchen zunächst 65 Gemeinden an. Nachdem die Mehrzahl der Eingemeindungen, die 1935 und 1936 verordnet worden waren, nach dem Ende des Dritten Reiches rückgängig gemacht worden waren, stieg ihre Zahl auf 82, hierunter waren 6 Städte.
Am 7. März 1968 stellte der Landtag von Baden-Württemberg die Weichen für eine Gemeindereform. Mit dem Gesetz zur Stärkung der Verwaltungskraft kleinerer Gemeinden war es möglich, dass sich kleinere Gemeinden freiwillig zu größeren Gemeinden vereinigen konnten. Den Anfang machte im Landkreis Buchen die Gemeinde Hemsbach, die sich am 1. Januar 1971 mit der Stadt Osterburken zusammenschloss. Danach reduzierte sich die Zahl der Gemeinden stetig, bis der Landkreis Buchen schließlich am 1. Januar 1973 aufgehoben wurde.
Die größte Gemeinde des Landkreises war die Stadt Walldürn. Die kleinste Gemeinde war Kaltenbrunn.
In der Tabelle stehen die Gemeinden des Landkreises Buchen vor der Gemeindereform. Die Einwohnerangaben beziehen sich auf die Volkszählungsergebnisse in den Jahren 1961 und 1970.
| frühere Gemeinde         | heutige Gemeinde  | heutiger Landkreis    | Einwohner am 6. Juni 1961 | Einwohner am 27. Mai 1970 |
| ------------------------ | ----------------- | --------------------- | ------------------------- | ------------------------- |
| Adelsheim, Stadt         | Adelsheim         | Neckar-Odenwald-Kreis | 2829                      | 3361                      |
| Altheim                  | Walldürn          | Neckar-Odenwald-Kreis | 1242                      | 1214                      |
| Ballenberg, Stadt        | Ravenstein        | Neckar-Odenwald-Kreis | 437                       | 448                       |
| Berolzheim               | Ahorn             | Main-Tauber-Kreis     | 643                       | 606                       |
| Bödigheim                | Buchen (Odenwald) | Neckar-Odenwald-Kreis | 880                       | 899                       |
| Bofsheim                 | Osterburken       | Neckar-Odenwald-Kreis | 394                       | 385                       |
| Bretzingen               | Hardheim          | Neckar-Odenwald-Kreis | 507                       | 484                       |
| Bronnacker               | Rosenberg         | Neckar-Odenwald-Kreis | 180                       | 156                       |
| Buch am Ahorn            | Ahorn             | Main-Tauber-Kreis     | 373                       | 349                       |
| Buchen (Odenwald), Stadt | Buchen (Odenwald) | Neckar-Odenwald-Kreis | 4670                      | 6003                      |
| Donebach                 | Mudau             | Neckar-Odenwald-Kreis | 444                       | 429                       |
| Dornberg                 | Hardheim          | Neckar-Odenwald-Kreis | 131                       | 112                       |
| Eberstadt                | Buchen (Odenwald) | Neckar-Odenwald-Kreis | 461                       | 456                       |
| Einbach                  | Buchen (Odenwald) | Neckar-Odenwald-Kreis | 167                       | 172                       |
| Erfeld                   | Hardheim          | Neckar-Odenwald-Kreis | 415                       | 399                       |
| Erlenbach                | Ravenstein        | Neckar-Odenwald-Kreis | 321                       | 329                       |
| Eubigheim                | Ahorn             | Main-Tauber-Kreis     | 715                       | 747                       |
| Gerichtstetten           | Hardheim          | Neckar-Odenwald-Kreis | 732                       | 706                       |
| Gerolzahn                | Walldürn          | Neckar-Odenwald-Kreis | 132                       | 143                       |
| Glashofen                | Walldürn          | Neckar-Odenwald-Kreis | 302                       | 270                       |
| Gommersdorf              | Krautheim         | Hohenlohekreis        | 547                       | 594                       |
| Gottersdorf              | Walldürn          | Neckar-Odenwald-Kreis | 195                       | 188                       |
| Götzingen                | Buchen (Odenwald) | Neckar-Odenwald-Kreis | 843                       | 879                       |
| Großeicholzheim          | Seckach           | Neckar-Odenwald-Kreis | 995                       | 1080                      |
| Hainstadt                | Buchen (Odenwald) | Neckar-Odenwald-Kreis | 1516                      | 1850                      |
| Hardheim                 | Hardheim          | Neckar-Odenwald-Kreis | 3879                      | 4671                      |
| Heidersbach              | Limbach           | Neckar-Odenwald-Kreis | 510                       | 561                       |
| Hemsbach                 | Osterburken       | Neckar-Odenwald-Kreis | 134                       | 150                       |
| Hettigenbeuern           | Buchen (Odenwald) | Neckar-Odenwald-Kreis | 386                       | 425                       |
| Hettingen                | Buchen (Odenwald) | Neckar-Odenwald-Kreis | 1861                      | 2174                      |
| Hirschlanden             | Rosenberg         | Neckar-Odenwald-Kreis | 441                       | 423                       |
| Hohenstadt               | Ahorn             | Main-Tauber-Kreis     | 274                       | 243                       |
| Hollerbach               | Buchen (Odenwald) | Neckar-Odenwald-Kreis | 139                       | 199                       |
| Höpfingen                | Höpfingen         | Neckar-Odenwald-Kreis | 2344                      | 2447                      |
| Hornbach                 | Walldürn          | Neckar-Odenwald-Kreis | 230                       | 217                       |
| Horrenbach               | Krautheim         | Hohenlohekreis        | 57                        | 56                        |
| Hüngheim                 | Ravenstein        | Neckar-Odenwald-Kreis | 424                       | 386                       |
| Kaltenbrunn              | Walldürn          | Neckar-Odenwald-Kreis | 49                        | 41                        |
| Kleineicholzheim         | Schefflenz        | Neckar-Odenwald-Kreis | 257                       | 298                       |
| Klepsau                  | Krautheim         | Hohenlohekreis        | 391                       | 400                       |
| Korb                     | Möckmühl          | Heilbronn             | 399                       | 355                       |
| Krautheim, Stadt         | Krautheim         | Hohenlohekreis        | 1197                      | 1667                      |
| Langenelz                | Mudau             | Neckar-Odenwald-Kreis | 311                       | 293                       |
| Laudenberg               | Limbach           | Neckar-Odenwald-Kreis | 436                       | 477                       |
| Leibenstadt              | Adelsheim         | Neckar-Odenwald-Kreis | 359                       | 337                       |
| Merchingen               | Ravenstein        | Neckar-Odenwald-Kreis | 859                       | 891                       |
| Mörschenhardt            | Mudau             | Neckar-Odenwald-Kreis | 226                       | 214                       |
| Mudau                    | Mudau             | Neckar-Odenwald-Kreis | 1755                      | 2107                      |
| Neunstetten              | Krautheim         | Hohenlohekreis        | 421                       | 392                       |
| Oberndorf                | Krautheim         | Hohenlohekreis        | 139                       | 131                       |
| Oberneudorf              | Buchen (Odenwald) | Neckar-Odenwald-Kreis | 102                       | 104                       |
| Oberwittstadt            | Ravenstein        | Neckar-Odenwald-Kreis | 655                       | 614                       |
| Osterburken, Stadt       | Osterburken       | Neckar-Odenwald-Kreis | 2805                      | 3373                      |
| Reinhardsachsen          | Walldürn          | Neckar-Odenwald-Kreis | 138                       | 139                       |
| Reisenbach               | Mudau             | Neckar-Odenwald-Kreis | 370                       | 355                       |
| Rinschheim               | Buchen (Odenwald) | Neckar-Odenwald-Kreis | 348                       | 355                       |
| Rippberg                 | Walldürn          | Neckar-Odenwald-Kreis | 811                       | 971                       |
| Rosenberg                | Rosenberg         | Neckar-Odenwald-Kreis | 950                       | 974                       |
| Ruchsen                  | Möckmühl          | Heilbronn             | 356                       | 329                       |
| Rumpfen                  | Mudau             | Neckar-Odenwald-Kreis | 70                        | 62                        |
| Rütschdorf               | Hardheim          | Neckar-Odenwald-Kreis | 76                        | 64                        |
| Scheidental              | Mudau             | Neckar-Odenwald-Kreis | 464                       | 439                       |
| Scheringen               | Limbach           | Neckar-Odenwald-Kreis | 306                       | 316                       |
| Schillingstadt           | Ahorn             | Main-Tauber-Kreis     | 503                       | 454                       |
| Schlierstadt             | Osterburken       | Neckar-Odenwald-Kreis | 755                       | 846                       |
| Schloßau                 | Mudau             | Neckar-Odenwald-Kreis | 907                       | 898                       |
| Schweinberg              | Hardheim          | Neckar-Odenwald-Kreis | 677                       | 681                       |
| Seckach                  | Seckach           | Neckar-Odenwald-Kreis | 1847                      | 2019                      |
| Sennfeld                 | Adelsheim         | Neckar-Odenwald-Kreis | 1153                      | 1181                      |
| Sindolsheim              | Rosenberg         | Neckar-Odenwald-Kreis | 593                       | 559                       |
| Steinbach                | Mudau             | Neckar-Odenwald-Kreis | 355                       | 292                       |
| Stürzenhardt             | Buchen (Odenwald) | Neckar-Odenwald-Kreis | 86                        | 83                        |
| Unterkessach             | Widdern           | Heilbronn             | 308                       | 310                       |
| Unterneudorf             | Buchen (Odenwald) | Neckar-Odenwald-Kreis | 94                        | 84                        |
| Unterwittstadt           | Ravenstein        | Neckar-Odenwald-Kreis | 142                       | 149                       |
| Vollmersdorf             | Hardheim          | Neckar-Odenwald-Kreis | 67                        | 59                        |
| Waldhausen               | Buchen (Odenwald) | Neckar-Odenwald-Kreis | 580                       | 584                       |
| Waldstetten              | Höpfingen         | Neckar-Odenwald-Kreis | 636                       | 628                       |
| Walldürn, Stadt          | Walldürn          | Neckar-Odenwald-Kreis | 7356                      | 7982                      |
| Wettersdorf              | Walldürn          | Neckar-Odenwald-Kreis | 161                       | 131                       |
| Winzenhofen              | Schöntal          | Hohenlohekreis        | 297                       | 303                       |
| Zimmern                  | Seckach           | Neckar-Odenwald-Kreis | 556                       | 572                       |

## Kfz-Kennzeichen
Am 1. Juli 1956 wurde dem Landkreis bei der Einführung der bis heute gültigen Kfz-Kennzeichen das Unterscheidungszeichen BCH zugewiesen. Es wurde bis zum 31. Dezember 1972 ausgegeben. Seit dem 25. Februar 2013 ist es aufgrund der Kennzeichenliberalisierung im Neckar-Odenwald-Kreis wieder erhältlich.